# Kreisheimatmuseum Gerolstein

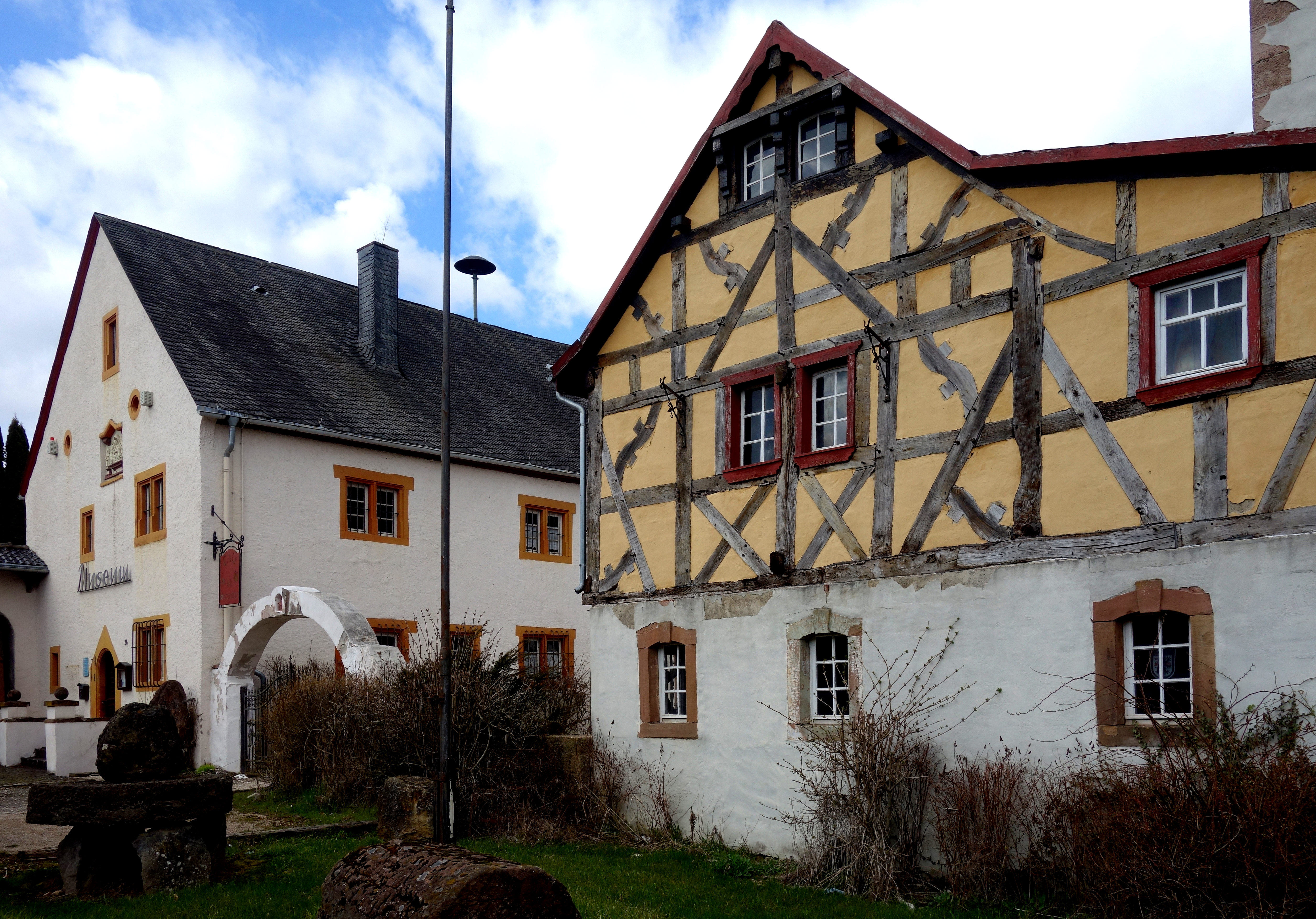
Kreisheimatmuseum

Das Kreisheimatmuseum Gerolstein befindet sich im ehemaligen Pfarrhaus Sarresdorf in der Stadt Gerolstein im Landkreis Vulkaneifel in Rheinland-Pfalz und ist das älteste Gebäude der Stadt. Die ausgestellten Exponate belegen das bäuerliche und bürgerliche Leben in der Eifel.

## Geschichte
Im Jahre 762 schenkten der Frankenkönig Pippin I. und seine Gemahlin Bertrada das Sarabodisvilla genannte Dorf dem Kloster Prüm. Im Güterverzeichnis der Abtei Prüm aus dem Jahre 893 wurde das Dorf erstmalig Sarensdorpht genannt, woraus sich später der Name Sarresdorf entwickelte. Vermutlich um 1075 wurde Sarresdorf Pfarrort. 1321 ist ein Pfarrhof in Sarresdorf urkundlich erwähnt, der im Dritten Geldrischen Erbfolgekrieg in den Jahren 1542 und 1543 von Jülischen Truppen niedergebrannt wurde. Nach Recherchen des deutschen Kunsthistorikers Georg Dehio (1850–1932) entstand dort um 1550 ein Renaissance-Neubau, der um 1666 umgebaut wurde. Das Gebäude war bis 1834 Pfarrhaus für die Stadt und Pfarrei Gerolstein und wurde danach zu Wohnzwecken genutzt. Seit dem 22. Mai 1958 ist es Kreisheimatmuseum.
Wegen Einsturzgefahr mussten im Frühjahr 1997 die Stadt Gerolstein als Eigentümer des denkmalgeschützten Gebäudes sowie der Landkreis als Eigentümer des Museumsinventars das Kreisheimatmuseum für den Publikums- und Besucherverkehr schließen. 2004 kauften der ehemalige Antiquitätenhändler Christian Engels und seine Frau Christa Engels den denkmalgeschützten Bau von der Stadt Gerolstein und ließen ihn umfassend sanieren. Am 13. Mai 2005 wurde das Haus als Kreisheimatmuseum wiedereröffnet.

## Architektur und Ausstattung

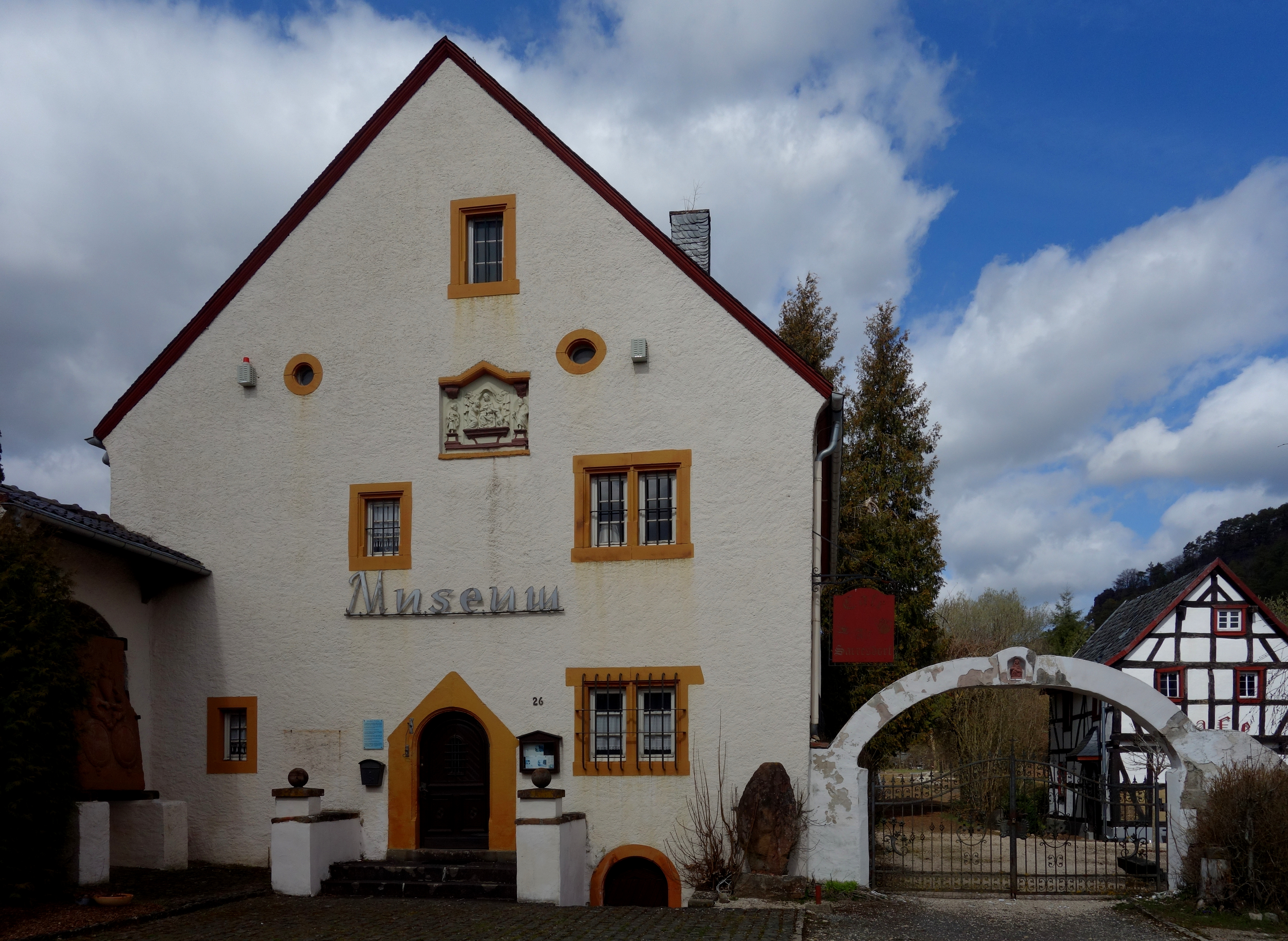
Giebelfront

Das Gebäude mit dreiachsigem Giebel ist vom Typ des sog. Trierer Hauses, das sich an römische Vorbilder anlehnt. Die breiten Langseiten weisen in beiden Geschossen ebenfalls drei Achsen regelmäßig positionierter Fenster mit geteilten Pfosten auf, deren harte Profilierung noch von der späteren Gotik zeugt. Das breite und rund geschlossene Portal über einem Podest ist durch eine nicht herab geführte Hohlkehle leicht profiliert. Die Gebäudeecken sind gequadert und steinsichtig geputzt. Im Giebel befinden sich zwei unsymmetrisch gesetzte kleine Rundfenster aus dem Jahre 1728. Etwa auf der Mitte der Front ist ein aus drei Steinplatten bestehender und oben dreieckig geschlossener Altaraufsatz eingemauert, der aus einem Votivaltar um 1600 stammt. Unter einem Baldachin thront die Mutter Gottes mit dem Kinde, links davon die Heilige Anna und rechts der Heilige Johannes als Kind. In seitlichen Nischen befindet sich links der Heilige Josef und rechts der Heilige Joachim.

## Exponate
In zehn Räumen sind wertvolle Möbel, sakrale Gegenstände, Takenplatten, Töpfe, Handwerkszeug und andere Zeugnisse des damaligen Lebens in der Eifel ausgestellt. Eines der ältesten Stücke ist das mit vielen Schnitzereien verzierte Renaissancebett der Gräfin von Aremberg, der letzten Gräfin der Kasselburg, aus dem Jahre 1500. Über der restaurierten offenen Herdstelle der Küche hängt ein gezähnter Kesselhaken von 1603.

## Denkmalschutz
Das Kreisheimatmuseum Gerolstein ist in der Liste der Kulturdenkmäler in Gerolstein verzeichnet.